# Delvaux de Fenffe

Wapenschild van de familie Delvaux de Fenffe

Delvaux of Delvaux de Fenffe is een Belgische familie.

## Geschiedenis
Bij koninklijk besluit van 12 september 1908 mochten enkele telgen de Fenffe aan hun naam toevoegen.
In 1912 werd Henry Delvaux de Fenffe (1863-1947) in de erfelijke adel opgenomen. In 1919 kreeg hij de titel van baron, overdraagbaar bij mannelijke eerstgeboorte.
In 1923 werden Pierre Delvaux de Fenffe (1893-1965) en Jacques Delvaux de Fenffe (1894-1962) in de erfelijke adel opgenomen. De eerste kreeg in 1951 de titel van baron, overdraagbaar bij eerstgeboorte.

## Enkele telgen
- Théodore Delvaux (1731-1822), doctor in de geneeskunde en burgemeester van Rochefort, trouwde in 1758 in Dinant met Dieudonnée Gendebien (1709-1777). Hij hertrouwde in 1779 in Luik met Élisabeth Bellefroid (1758-1809), dochter van Charles-Louis Bellefroid, fruitteler, kaarsenmaker, koopman, vatenmaker en ontvanger van de bisschoppelijke tonlieu. Ze kregen vier zoons en vijf dochters.
  - Charles Delvaux (1782-1863), doctor in de geneeskunde, scheikundige en hoogleraar aan de Université de Liège, trouwde in 1809 in Rochefort met zijn nicht Clémence Bellefroid (1786-1863), dochter van Jean-Charles Bellefroid, ontvanger van de bisschoppelijke tonlieu. Ze kregen vijf zoons en zes dochters.
    - Adolphe Delvaux (1815-1887), burgerlijk mijnbouwkundig ingenieur en hoogleraar aan de Université de Liège, trouwde in 1849 in Luik met Laure Dewandre (1827-1909), dochter van Henri Dewandre, advocaat, lid van het Nationaal Congres en gemeenteraadslid van Luik. Ze kregen vijf zoons en twee dochters.
      - Louis Delvaux de Fenffe (1857-1925), kolonel van de infanterie, trouwde in 1883 in Lierneux met barones Sophie Coppens d'Eeckenbrugge (1855-1927). Het huwelijk bleef kinderloos.
      - Joseph Delvaux (1859-1896), burgerlijk ingenieur, trouwde in 1884 in Luik met Léonie Capitaine (1864-1887). Ze kregen een zoon en een dochter, maar zonder nakomelingen. Hij hertrouwde in 1890 in Provedroux met Thérèse Gernaert (1868-1938), dochter van Arthur Gernaert, consul van de Verenigde Staten. Ze kregen drie zoons en een dochter.
        - Adolphe Delvaux de Fenffe (1885-1939), consul van Siam en Costa Rica en viceconsul van Portugal. Hij bleef ongehuwd.
        - Pierre Delvaux de Fenffe (1893-1965), doctor in de rechten, trouwde in 1919 in Luik met barones Paule de Menten de Horne (1898-1996), dochter van baron Camille de Menten de Horne die op 5 augustus 1914 als een van de eerste Belgen in de Eerste Wereldoorlog overleed. Ze kregen vijf zoons en zes dochters, met afstammelingen tot heden.
        - Jacques Delvaux de Fenffe (1894-1962), ambassadeur, trouwde in 1925 in Brugge met Suzanne Visart de Bocarmé (1900-1962), dochter van graaf Étienne Visart de Bocarmé, advocaat, bosbouwkundige en voorzitter van het havenbestuur van Brugge-Zeebrugge. Ze kregen twee dochters, met afstammelingen tot heden.
        - Marie-Josèphe Delvaux de Fenffe (1896-1951), trouwde in 1919 in Luik met jhr. André Begasse de Dhaem (1892-1934), schepen van Sévry. Ze kregen zeven zoons en een dochter, met afstammelingen tot heden.

      - Henry Delvaux de Fenffe (1863-1947), gemeenteraadslid van Bovigny, provincieraadslid van Luxemburg, volksvertegenwoordiger, gouverneur van Luik en senator, trouwde in 1907 in Antwerpen met Agnès Belpaire (1887-1979), nicht van Marie-Elisabeth Belpaire. Ze kregen zes dochters.
        - Marie-Laure Delvaux de Fenffe (1908-1996), trouwde in 1935 in Brussel met Paul de La Vallée Poussin (1907-1986), voorzitter van het hof van beroep in Brussel, zoon van baron Charles-Jean de La Vallée Poussin, wiskundige en hoogleraar aan de Université catholique de Louvain. Ze kregen twee zoons en vijf dochters, met afstammelingen tot heden.
        - Anne Delvaux de Fenffe (1910-2009), trouwde in 1937 in Bovigny met Fritz Michotte van den Berck (1910-1999), hoofd van de studiedienst van de Fédération charbonnière de Belgique, zoon van Albert Michotte van den Berck, psycholoog en hoogleraar aan de Université catholique de Louvain. Ze kregen drie zoons en twee dochters, met afstammelingen tot heden.
        - Constance Delvaux de Fenffe (1914-1994), trouwde in 1942 in Ukkel met baron André d'Otreppe de Bouvette (1913-2006), zoon van baron Gustave d'Otreppe de Bouvette, burgemeester van Aineffe. Ze kregen drie zoons en een dochter, met afstammelingen tot heden.

    - Charles Delvaux (1824-1879), doctor in de geneeskunde en rechten en burgemeester van Chevetogne, trouwde in 1857 in Rochefort met zijn nicht Sidonie Delvaux (1838-1915). Ze kregen vier zoons en drie dochters.
      - Emmanuel Delvaux de Fenffe (1870-1950), doctor in de geneeskunde, trouwde in 1897 in Revogne met Amélie de Saint-Omer (1868-1942). Ze kregen twee zoons en een dochter, met afstammelingen tot heden.

  - Joseph Delvaux (1785-1860), doctor in de geneeskunde en burgemeester van Ciergnon en Rochefort, trouwde in 1820 in Andenne met Thérèse Moncheur (1799-1859), dochter van Pierre Moncheur, industrieel en lid van de Provinciale Staten van Namen, en zus van François Moncheur, industrieel, substituut-procureur-generaal bij het hof van beroep in Brussel, bestendig afgevaardigde van Namen, volksvertegenwoordiger en minister van Openbare Werken. Ze kregen twee zoons en zeven dochters.
    - Victoire Delvaux (1824-1888), trouwde in 1846 in Rochefort met Charles Fabri (1808-1860), advocaat bij het hof van beroep in Luik en inspecteur van het basisonderwijs in Namen, zoon van Arsène Fabri, burgemeester van Seny, arrondissementsraadslid van Hoei, lid van de Provinciale Staten van Luik en lid van de Tweede Kamer. Ze kregen drie zoons en drie dochters, met afstammelingen tot heden.
    - Sidonie Delvaux (1838-1915), trouwde in 1857 in Rochefort met haar neef Charles Delvaux (1824-1879). Ze kregen vier zoons en drie dochters, met afstammelingen tot heden.
    - Paul Delvaux (1839-1913), doctor in de geneeskunde, burgemeester van Rochefort en volksvertegenwoordiger, trouwde in 1864 in Luik met Gabrielle (Hélène) Orban (1840-1895), kleindochter van Henri Orban. Ze kregen vijf zoons en vier dochters.
      - Louise Delvaux (1864-1939), trouwde in 1884 in Luik met Georges Lamotte (1861-1952), magistraat, burgemeester van Ave en historicus. Ze kregen twee zoons en vijf dochters, waaronder Étienne Lamotte, priester, boeddholoog, Indiakundige, sinoloog en tibetoloog, met afstammelingen tot heden.
      - Marie-Thérèse Delvaux (1869-1943), trouwde in 1895 in Rochefort met Eugène Nagant (1872-1924), notaris, zoon van Léon Nagant, industrieel. Ze kregen vijf zoons en drie dochters, met afstammelingen tot heden.
      - Jean-Marie Delvaux de Fenffe (1873-1933), bankier, trouwde in 1899 in Nandrin met Jeanne Laurend (1877-1957). Ze kregen een zoon, met afstammelingen tot heden.